# 澳門國際旅遊(產業)博覽會

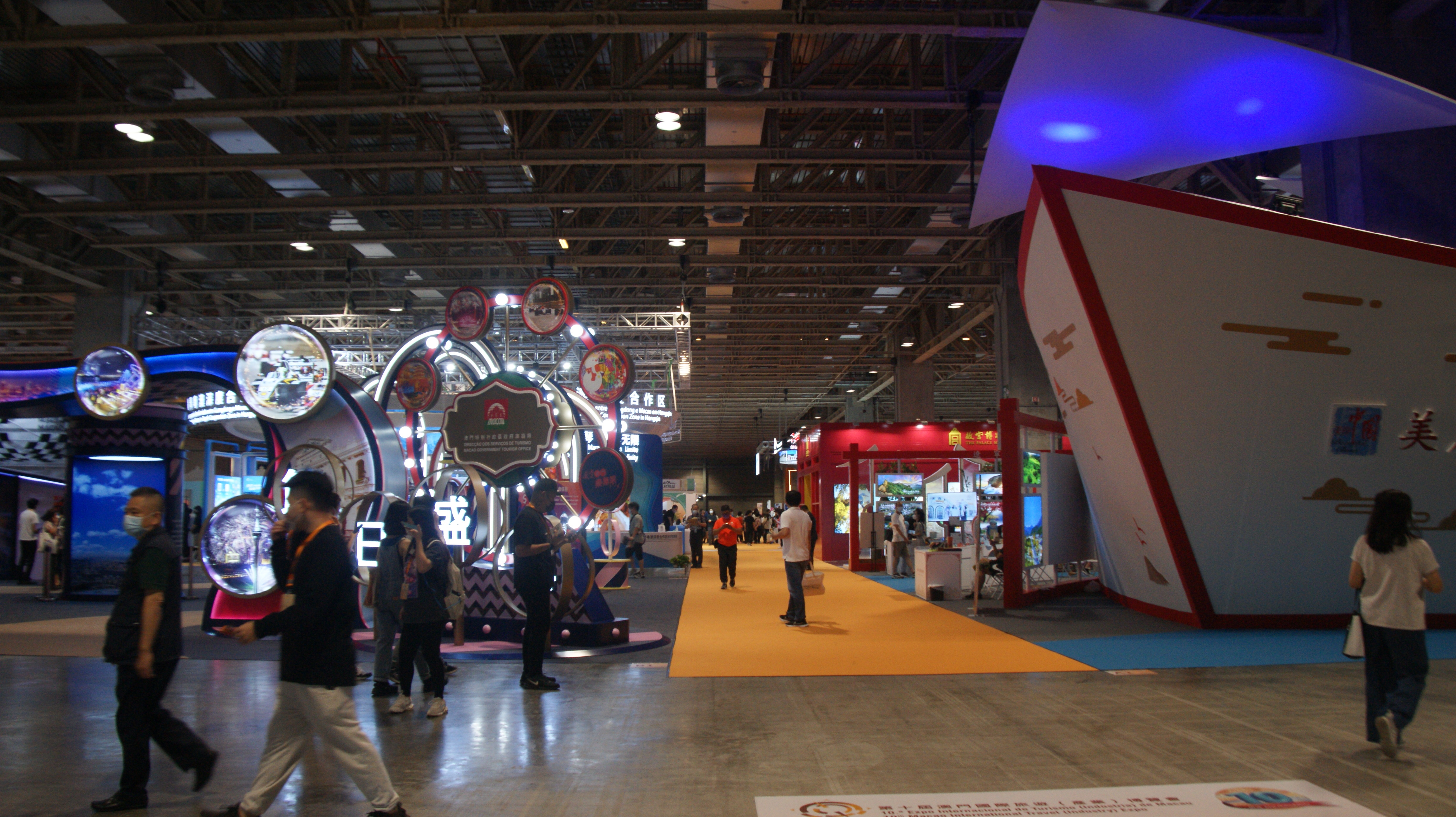
澳門國際旅遊(產業)博覽會

澳門國際旅遊(產業)博覽會（英語：Macao International Travel (Industry) Expo），中文簡稱旅博會，英文簡稱MITE，於2013年首辦，澳門旅遊局自2016年起擔任主辦單位,並與旅遊業界及多個社團共同合作，為澳門建立世界旅遊休閒中心，以及加快澳門經濟多元化。旅博會於2021年成功申請成為國際展覽業協會(UFI)認證的國際性活動,向世界展示其國際影響力和專業性。

## 宗旨
作為澳門唯一國際旅遊的專業展和最早期的旅遊產品消費展，通過專業化、市場化、國際化、品牌化的運作，已發展成為結合中國內地和國際兩大資源的旅遊產業鏈，參展商、買家及相關合作夥伴洽談、交流的重要渠道，助力澳門推動粵港澳旅遊一體化發展。

## 歷史
澳門為配合「十二五規劃」中構建為「世界旅遊休閒中心」的目標、配合澳門加快經濟多元化的方向發展，澳門旅遊業界社團共同主辦的「2013澳門國際旅遊博覽會」。把博覽會內容多樣化，以「精彩世界、匯聚澳門」為主旨，並通過展示、推介、表演、論壇等，向到場者展示澳門的旅遊元素及相關的旅遊產品等。博覽會還突出市場前瞻性分析與探討特點。期間還有「2013澳門旅遊論壇」及合作締約簽署。「論壇」內容包括宏觀和微觀，包括《旅遊法》實施後的產業發展動態、酒店業人力資源缺乏原因，酒店空氣淨化、景區聯監和創意營銷等。
第二屆博覽會名稱中加上產業兩字，改為澳門國際旅遊（產業）博覽會。今屆博覽會的焦點，會在時下業界流行的旅遊產品多元化的線上銷售模式與實體展覽相結合，在澳門首次試用0二0（即online to offline）展會運營系統，由線上展會到線下實體相融合，多元整合展會營銷新模式，冀望建立澳門首個「永不落幕」的互動旅遊博覽會。
2016年開始由澳門旅遊局首次擔任主辦單位。局長文綺華表示，澳門要發展成世界旅遊休閒中心，需要由官方牽頭舉辦較正式的旅遊博覽會，讓內地及海外參展商感受到有官方色彩的展覽氛圍，發揮本澳中葡平台優勢。
旅博會在2018年提前於四月舉行，以便參展單推廣暑假旺季的旅遊產品，提升實質商業效益。同時，凸顯兩項澳門主要國際性旅遊業盛事的不同性質和目標，包括上半年是面向業界及消費者、銷售旅遊產品的澳門國際旅遊（產業）博覽會，下半年則是圍繞高層次旅遊研討及交流的世界旅遊經濟論壇。
全球新冠肺炎疫情對澳門旅遊業造成衝擊，旅博會更着力加強六大元素內容，助澳門旅遊業界提振旅遊經濟信心。第八屆旅博會繼續發揮澳門的獨特優勢，把握粵港澳大灣區建設等機遇，並繼續引入新元素，期望為旅遊及相關業界帶來更多動力，促進新的合作商機。今屆旅博會豁免澳門展商參展費，令澳門機構踴躍參與。旅博會首次把雲上系列展與線下場景展相結合，讓未能到現場參與的海內外展商和買家透過線上方式參與，希望為疫情後恢復國際旅遊市場注入新動能。
原定7月8至10日舉行的第10屆旅博會，因受疫情影響延期9月23至25日舉辦。今屆並續添新元素,深化旅遊+融合,包括豐富雲系列活動,首設繽Fun葡語系展館、橫琴粵澳深度合作區展區、澳門目的地婚禮展館,以及故宮博物院首次參展,澳門旅遊業展區除了繼續有澳門街外,首設金光大道,展覽並繼續推廣澳門文創產品、續設美食之都廚藝展示及美食薈。
澳門在2023年全面恢復通關後的首個旅博會，旅博會首設1+4展館，助力培育四大重點產業發展。除展場設有展館，今屆旅博會舉辦大健康論壇、旅遊金融沙龍，以及首辦研學遊論壇，發展旅遊+教育。首次與文化局合作在旅博會上設澳門創意館，舉辦10場澳門IP文創介紹。今屆旅博會邀請23個美食之都的廚師齊聚澳門，在美食之都廚藝展示即席獻技。期間會舉行美食之都的相關內部會議。聯合國教科文組織的創意城市網絡項目負責人也參與會議。
第十三屆旅博會建造六大嶄新亮點，目前已吸引來自超過60個國家及地區，近600家參展商及約500位海外特邀買家參展。目前約1500個展位，當中國際展位同比增近五成。展場面積3萬平方米。約有1,501個展位，包括內地展區約320個、澳門展區約431個、香港展區約14個、國際展區約324個，以及其他展區（如一帶一路商品館、美食薈、咖啡薈及美酒薈等）約412個。文綺華表示，國際展位超過300個，數量較去年顯著增近5成。

## 歷屆展覽會
| 屆數     | 舉辦日期               | 舉辦場地                   | 主題              | 備注                               |
| -------- | ---------------------- | -------------------------- | ----------------- | ---------------------------------- |
| 第一屆   | 2013年10月11日至13日   | 威尼斯人金光會展中心D館    | 精彩世界·匯聚澳門 |                                    |
| 第二屆   | 2014年11月21日至23日   | 威尼斯人金光會展中心D館    | 精彩世界·智慧旅遊 |                                    |
| 第三屆   | 2015年11月13日至15日   | 威尼斯人金光會展中心D館    | 精彩世界·匯聚澳門 |                                    |
| 第四屆   | 2016年9月2日至4日      | 威尼斯人金光會展中心D館    | 感受澳門無限式    | 旅遊局首次擔任主辦單位             |
| 第五屆   | 2017年7月7日至9日      | 威尼斯人金光會展中心D館    | 無                |                                    |
| 第六屆   | 2018年4月27至29日      | 威尼斯人金光會展中心D館    | 無                | 首次改為上半年開幕                 |
| 第七屆   | 2019年4月26日至28日    | 威尼斯人金光會展中心D及E館 | 無                |                                    |
| 第八屆   | 2020年11月6日至8日     | 威尼斯人金光會展中心D及E館 | 無                | 疫情爆發後恢復下半年舉辦           |
| 第九屆   | 2021年7月9日至11日     | 威尼斯人金光會展中心A及B館 | 無                |                                    |
| 第十屆   | 2022年9月23日至25日    | 威尼斯人金光會展中心A及B館 | 十年旅博·澳聚八方 | 澳門6‧18疫情爆發，首次7月延期到9月 |
| 第十一屆 | 2023年6月30日至7月2日  | 威尼斯人金光會展中心A及B館 | 旅博領航·盛裝迎客 |                                    |
| 第十二屆 | 2024年4月26日至4月28日 | 威尼斯人金光會展中心ABC    | 相匯旅博·相聚商機 | 重新恢復上半年開幕                 |
| 第十三屆 | 2025年4月25日至4月27日 | 威尼斯人金光會展中心ABC    | 趣遊旅博·樂覽世界 |                                    |

## 外部連結
- 澳門國際旅遊（產業）博覽會官方網頁
- 澳門旅遊局 （页面存档备份，存于）